# Adnan Alisić
Adnan Alisić (Rotterdam, 1984. február 10. –) holland labdarúgó.

## Pályafutása
Alisić, bár bosnyák ősökkel rendelkezik, de Rotterdamban született. Profi labdarúgókén az Utrecht csapatánál mutatkozott be 2003. november 30-án Donny de Groot cseréjeként a 80. percben, egy hazai mérkőzésen az Eredivisieben a Roda ellen, melyet az Utrecht 3-1 arányban megnyert. Miután nem szerepelt a kezdő tizenegyben, Alisić leszerződött a Dordrecht csapatához az Eerste Divisie-be 2006-ban. Egy sikeres idény után a második vonalban 2007-ben leszerződtette az Eredivisieben szereplő Excelsior, ahol 81 mérkőzésen szerepelt, mielőtt 2011 júliusában leszerződött az NB I.-ben szereplő Debrecenhez.
2012. május 10-én közös megegyezéssel szerződést bontott a DVSC-vel. A Lokiban egyetlen NB I-es mérkőzésen sem lépett pályára, mindössze két Magyar Kupa- és nyolc Ligakupa-találkozón kapott szerepet.

## Külső hivatkozások
- Adatlapja a DVSC oldalán Archiválva 2011. október 7-i dátummal a Wayback Machine-ben